# Temperatura de Hagedorn
La temperatura de Hagedorn, en física teórica, es la temperatura en la que la materia hadrónica (es decir, la materia ordinaria) deja de ser estable, y debe o bien "evaporarse" o convertirse en materia quark; por lo tanto se puede considerar como el "punto de ebullición" de la materia hadrónica. La temperatura de Hagedorn existe porque la cantidad de energía disponible es suficientemente elevada para que se puedan formar pares de partículas (quark-antiquark) espontáneamente del vacío. Por lo tanto, desde un punto de vista ingenuo, un sistema que se encuentre a la temperatura de Hagedorn puede acumular tanta energía como se quiera, dado que los nuevos quarks formados proporcionan nuevos grados de libertad, y la temperatura de Hagedorn constituiría un límite superior de temperatura. Sin embargo, en términos de los quarks, es evidente que la materia se ha transformado en materia quark, que se puede seguir calentando.
La temperatura de Hagedorn se corresponde con la masa-energía del hadrón más ligero, el pión, con 130-140 MeV por partícula o aproximadamente 2 × 1012 K.  Este rango de energía se alcanza de manera rutinaria en aceleradores de partículas como el LHC del CERN. La materia a la temperatura de Hagedorn o superior emite jets de nuevas partículas, que a su vez pueden producir nuevos jets, y las partículas eyectadas pueden ser detectadas en los detectores de partículas. Se ha detectado materia quark en colisiones de iones pesados en los aceleradores SPS y LHC del CERN (Francia y Suiza) y en el acelerador RHIC del Brookhaven National Laboratory (Estados Unidos).
En teoría de cuerdas, se define otra temperatura de Hagedorn para cuerdas en vez de hadrones. Esta temperatura es excesivamente alta (1030 K) y solamente tiene interés teórico.

## Historia
La temperatura de Hagedorn fue descubierta por el físico alemán Rolf Hagedorn en la década de 1960 mientras trabajaba en el CERN. Su trabajo en el modelo del bootstrap estadístico para la producción de hadrones demostró que, debido a que el aumento en energía del sistema causa la producción de nuevas partículas, un aumento de la energía de colisión haría aumentar la entropía del sistema en vez de la temperatura, y, por tanto, "la temperatura se queda atascada en un valor límite".

## Explicación técnica
La temperatura de Hagedorn es la temperatura en la que la función de partición diverge en un sistema con un crecimiento exponencial de la densidad de estados.
{\displaystyle \lim _{T\rightarrow T_{H}^{-}}Tr[e^{-\beta H}]=\infty }
Debido a esta divergencia, se puede concluir erróneamente que es imposible alcanzar temperaturas superiores a la temperatura de Hagedorn, ya que se necesitaría una cantidad infinita de energía:
{\displaystyle \lim _{T\rightarrow T_{H}^{-}}E=\lim _{T\rightarrow T_{H}^{-}}{\frac {Tr[He^{-\beta H}]}{Tr[e^{-\beta H}]}}=\infty }
El propio Hagedorn sabía que este razonamiento es falso. La función de partición para la creación de pares de hidrógeno-antihidrógeno diverge aún más rápido, ya que tiene una contribución finita de los niveles de energía que se acumulan al tender a la energía de ionización. Los estados que causan la divergencia tienen una extensión espacial grande, ya que los electrones se encuentran muy alejados de los protones. La divergencia indica que a bajas temperaturas no se produce hidrógeno-antihidrógeno, sino protón-antiprotón y electrón-antielectrón. La temperatura de Hagedorn solamente constituye la máxima temperatura en el caso de un número exponencial de especies con energía E y tamaño finito, que no es físicamente realista.
El concepto de un crecimiento exponencial en el número de estados fue propuesto originalmente en el contexto de la física de la materia condensada. Fue incorporado a la física de altas energías a principios de la década de 1970 por Steven Frautschi y Hagedorn. En física hadrónica, la temperatura de Hagedorn es la temperatura de deconfinamiento.

## En la teoría de cuerdas
En la teoría de cuerdas, la temperatura de Hagedorn indica una transición de fase: la transición en la que se producen cuerdas muy largas de manera copiosa. Está controlada por la tensión de la cuerda, que es menor que la escala de Planck por alguna potencia de la constante de acoplamiento. Ajustando la tensión para que sea pequeña en comparación con la escala de Planck, la temperatura de Hagedorn puede ser mucho menor que la temperatura de Planck. Los modelos de gran unificación de cuerdas sitúan esta temperatura en el orden de magnitud de 1030 K, dos órdenes de magnitud menor que la temperatura de Planck. Estas temperaturas no se han alcanzado en ningún experimento y son inalcanzables con la tecnología actual o previsible.